# خلیل‌آباد (دلفان)
خلیل‌آباد روستایی از توابع بخش کاکاوند شهرستان دلفان در استان لرستان ایران است.

## جمعیت
این روستا در دهستان ایتیوند جنوبی قرار دارد این روستا براساس سرشماری مرکز آمار ایران سال ۱۳۹۰ دارای جمعیت 171 نفر است. تعداد خانوار این روستا ۳۸ خانوار و دارای تعداد واحد مسکونی ۳۸ می‌باشد.. مردم این روستا از طایفه مفرن کاکاوند می باشند